# Louis Francœur
Louis Francœur (* 1692 in Paris; † September 1745 in Paris) war ein französischer Violinist und Komponist.

## Leben und Wirken
Louis Francœurs Vater, von dem er auch seine musikalische Ausbildung erhielt, war der Kontrabassist Joseph Francœur (1662–1741). 1704 wurde er Geiger im Orchester der Pariser Opéra. 1710 trat er als Nachfolger von Jean-Baptiste Anet (1650–1710) in die Vingt-quatre Violons du Roy ein. 1737 heiratete er Anne-Madeleine Briscolier. Von den beiden Kindern aus dieser Ehe überlebte nur Louis-Joseph Francœur, der 1745, nach Louis’ Tod, von dessen Bruder François Francœur aufgenommen und später als Intendant der Pariser Opéra bekannt wurde.

### Werke

Louis Francœur: Anfang der unter François’ Namen bekanntgewordenen E-Dur-Sonate im Erstdruck

Louis Francœur veröffentlichte zwei Sonatensammlungen für Violine und Basso continuo:
- Premier livre des sonates. Paris 1715. (Enthält 8 Sonaten.)
- IIe livre des sonates. Paris 1726? (Enthält 12 Sonaten.)

Auf den Titelblättern dieser Drucke erscheint er zeittypisch ohne Vorname. Von seinem jüngeren Bruder François Francœur unterscheidet ihn der Zusatz „le fils aîné“ („der ältere Sohn“).

#### Sonate E-Dur
Francœurs bekanntestes Werk ist eine fälschlich François Francœur zugeschriebene Sonate in E-Dur, die üblicherweise in einem Arrangement für Violoncello mit Klavierbegleitung gespielt wird. Das Original ist die 4. Sonate aus dem II. Buch der Violinsonaten. Der erste Herausgeber des Stücks im 19. Jahrhundert, Jean-Delphin Alard, besorgte eine nur mit Vortragsangaben und einer Continuoaussetzung versehene, im Übrigen originalgetreue Ausgabe. Die Komponistenangabe „M.r Francœur le Fils aisné“ auf dem originalen Titelblatt blieb ihm offenbar unverständlich; bekannt war zu diesem Zeitpunkt nur der zu Lebzeiten durch seine Opern und sein organisatorisches Engagement ungleich berühmtere und daher wesentlich besser dokumentierte François, dem er folglich die Sonate zuordnete. In der von dieser Ausgabe abgeleiteten Celloversion ist der zweite Satz, die Corrente, durch ein virtuoses „Allegro vivo“ ersetzt, das von keinem der Brüder Francœur stammt und vermutlich eine Fälschung ist.